# Vestergrenia
Vestergrenia is een geslacht van schimmels behorend tot de familie Dothideaceae. De typesoort is Vestergrenia nervisequia. 

## Soorten
Volgens Index Fungorum telt het geslacht 24 soorten (peildatum januari 2022):
| Soortnaam                  | Auteur(s)                       | Publicatiejaar |
| -------------------------- | ------------------------------- | -------------- |
| Vestergrenia achyranthis   | (T.S. Ramakr.) Arx & E. Müll.   | 1954           |
| Vestergrenia atropurpurea  | (Chardón) Wulandari             | 2014           |
| Vestergrenia bosei         | E. Müll.                        | 1958           |
| Vestergrenia cestri        | (Pat.) Arx & E. Müll.           | 1954           |
| Vestergrenia chaenostoma   | (Sacc.) Theiss.                 | 1918           |
| Vestergrenia clerodendri   | (Syd. & P. Syd.) Theiss.        | 1918           |
| Vestergrenia clusiae       | Petr.                           | 1963           |
| Vestergrenia daphniphylli  | Tak. Kobay.                     | 1976           |
| Vestergrenia dinochloae    | (Rehm) Wulandari                | 2014           |
| Vestergrenia egenula       | (Syd.) Arx & E. Müll.           | 1954           |
| Vestergrenia globosa       | I. Hino & Katum.                | 1958           |
| Vestergrenia indica        | Anahosur                        | 1971           |
| Vestergrenia ixorae        | C. Ramesh                       | 1988           |
| Vestergrenia justiciae     | (F. Stevens) Petr.              | 1934           |
| Vestergrenia kamatii       | Anahosur                        | 1976           |
| Vestergrenia leucopogonis  | Hansf.                          | 1957           |
| Vestergrenia multipunctata | (G. Winter) Arx & E. Müll.      | 1954           |
| Vestergrenia neolitseae    | I. Hino & Katum.                | 1964           |
| Vestergrenia nervisequia   | Rehm                            | 1901           |
| Vestergrenia pandani       | P.B. Chavan & Hosag.            | 1984           |
| Vestergrenia pipericola    | (F. Stevens) Petr.              | 1934           |
| Vestergrenia sarcococcae   | E. Müll.                        | 1958           |
| Vestergrenia tetrazygiae   | (F. Stevens) Wulandari          | 2014           |
| Vestergrenia venezuelensis | (Chardón & Toro) Arx & E. Müll. | 1954           |